# 和智午郎
和智 午郎（わち ごろう、1918年5月5日 - 2000年4月15日）は、日本の実業家。

## 経歴
九州弁護士会連合会理事長を務めた弁護士和智昻の二男として福岡市に生まれる。兄は同じく九州弁護士会連合会理事長を務めた弁護士和智龍一。1936年福岡県中学修猷館を経て、1942年慶應義塾大学経済学部を卒業。
1948年1月西部瓦斯（西部ガス）に入社。1968年2月取締役となり、1972年2月常務、1974年2月専務、1980年6月副社長を経て、1982年6月社長に就任。1989年6月会長となる。